# Thambach (Neumarkt-Sankt Veit)
Thambach ist eine Gemarkung des Marktes Gangkofen im Landkreis Rottal-Inn und der Stadt Neumarkt-Sankt Veit im Landkreis Mühldorf am Inn. Die ehemalige Gemeinde im Landkreis Mühldorf am Inn wurde 1978 aufgeteilt auf Gangkofen und die Stadt Neumarkt-Sankt Veit. 

## Geschichte
Thambach entstand mit dem bayerischen Gemeindeedikt von 1818 als selbstständige Gemeinde, die die Orte Baumgarten, Bleibrunn, Giglberg, Giglöd, (Groß- und Klein-)Grötzing, Hofthambach, Kager, (Groß- und Klein-)Kirchstetten, Kobl, Kolbeck, Kurthambach, Lehmbach, Leitl, Niedermoosen, Nutzbach, Oberalmsham, Obermosen, Oberndorf, Schelnlohe, Scherzlthambach, Schöfthal und Unteralmsham umfasste. Hauptort war Hofthambach.
Die Gemeinde kam im Zuge der Gebietsreform in Bayern am 1. Mai 1978 in Teilen zu Neumarkt-Sankt Veit. Baumgarten, Bleibrunn, Giglöd, Kager, Kobl, Kolbeck, Leitl, Nutzbach, Oberalmsham, Schelnlohe, Scherzlthambach, Schöfthal und Unteralmsham kamen zu Gangkofen (Landkreis Rottal-Inn).